# 突キ破レル -Time to SMASH!
「突キ破レル -Time to SMASH!」（つキやぶレル タイム トゥ スマッシュ）は、2014年8月6日にリリースされたT.M.Revolutionの26枚目のシングル。発売元はエピックレコード。

## 概要
- T.M.Revolution単独名義としては「FLAGS」以来3年ぶりのシングル。タイトル曲、カップリング曲共にアレンジが施されており、これらの音源は10枚目のアルバム『天』の通常盤にてボーナス・トラックとして収録された。
- タイトル曲「突キ破レル -Time to SMASH!」はテレビ東京系アニメ「ディスク・ウォーズ:アベンジャーズ」オープニングテーマ、カップリング曲「Thread of fate」は同エンディングテーマに使用され、累計売上は1.8万枚（オリコン調べ）を記録[1]。
- 17thシングル「INVOKE」以来12年ぶりにオフヴォーカルが収録。
- ミュージック・ビデオには空手家・宇佐美里香が出演。

## 収録曲

### CD
全曲作詞：井上秋緒　作曲・編曲：浅倉大介
1. 突キ破レル -Time to SMASH! [2:52]
  - 出版社：ソニー・ミュージックアーティスツ・日音
2. Thread of fate [3:13]
  - 出版社：ソニー・ミュージックアーティスツ・日音
3. 突キ破レル -Time to SMASH! （Original Backing Track）
4. Thread of fate （Original Backing Track）
5. 突キ破レル -Time to SMASH! （アニメバージョン）
6. Thread of fate （アニメバージョン）

### DVD （初回生産限定盤）
1. 突キ破レル-Time to SMASH! （Music Video）
2. Thread of fate （Music Video）
3. TVアニメ「ディスク・ウォーズ:アベンジャーズ」ノンテロップ・オープニング
4. TVアニメ「ディスク・ウォーズ:アベンジャーズ」ノンテロップ・エンディング（第1期）
5. TVアニメ「ディスク・ウォーズ:アベンジャーズ」ノンテロップ・エンディング（第2期）

## 収録アルバム
- 天